# Günter Felske
Günter Felske (* 2. Februar 1924; † um 1993) war ein deutscher Tischtennisspieler. Er wurde 1950 deutscher Meister im Doppel.

## Werdegang
Felske benutzte vorwiegend seine starke Vorhand. Er lebte in Berlin. Nach seiner Rückkehr aus der Kriegsgefangenschaft Anfang 1949 begann er wieder mit dem Tischtennissport. Er gewann 1952 und 1954 die Berliner Meisterschaft im Doppel mit Wolfgang Peters. Nach dem Zweiten Weltkrieg spielte er beim Verein Tennis Borussia, mit dessen Herrenmannschaft er in der Saison 1952/53 und 1953/54  Meister Oberliga Nord wurde. Bei den Nationalen Deutschen Meisterschaften gewann er 1949/50 in Rheydt zusammen mit Heinz Raack den Titel im Doppel.
1957 erlitt er bei einem Autounfall einen Wirbelbruch, was ihn zu einer Spielpause zwang. In der Folge arbeitete er als Trainer in der Tischtennissparte der Freien Universität. Von Herbst 1963 bis 1968 spielte er bei Hertha BSC und war dort gleichzeitig Trainer. Ende der 1980er Jahre verließ er Hertha BSC.

## Trivia
Häufig wird Felskes Vorname als Günther (mit „h“) geschrieben. Die korrekte Schreibweise ist unklar.